# Neoblattella semota
Neoblattella semota är en kackerlacksart som beskrevs av Rehn, J. A. G. och Morgan Hebard 1927. Neoblattella semota ingår i släktet Neoblattella och familjen småkackerlackor.
Artens utbredningsområde är Jamaica. Inga underarter finns listade i Catalogue of Life.